# Néo Iraío
Néo Iraío (Neo Iraio) är en ort i Grekland.   Den ligger i prefekturen Nomós Argolídos och regionen Peloponnesos, i den södra delen av landet, 90 km väster om huvudstaden Aten. Néo Iraío ligger 40 meter över havet och antalet invånare är 488.
Terrängen runt Néo Iraío är kuperad norrut, men söderut är den platt.Runt Néo Iraío är det ganska glesbefolkat, med 34 invånare per kvadratkilometer. Närmaste större samhälle är Argos, 5,5 km sydväst om Néo Iraío. Trakten runt Néo Iraío består i huvudsak av gräsmarker.